# Adam Cole
Austin Kirk Jenkins (Lancaster, 5 de julho de 1989) é um lutador profissional americano atualmente contratado pela All Elite Wrestling (AEW), onde atua sob o nome de ringue Adam Cole, tendo sido uma vez campeão TNT da AEW. Ele também é conhecido por suas passagens na WWE e Ring of Honor (ROH). 
Cole começou seu mandato de oito anos com a ROH em 2009 e se tornou o primeiro tricampeão mundial da ROH. Além disso, ele foi uma vez Campeão Mundial de Televisão da ROH e vencedor do torneio ROH Survival of the Fittest de 2014. Cole também lutou em várias promoções independentes, incluindo Chikara, Combat Zone Wrestling (CZW), onde ele é um ex-Campeão Mundial Júnior dos Pesos Pesados e Pro Wrestling Guerrilla (PWG), onde ele é um ex-Campeão Mundial da PWG; ele detém os recordes de reinados mais longos para ambos os títulos. Ele também trabalhou na New Japan Pro-Wrestling (NJPW), onde fez parte do grupo Bullet Club.
De 2017 a 2021, Cole assinou contrato com a WWE e se apresentou na marca NXT. Durante este tempo, Cole era o líder da The Undisputed Era, cujos membros incluíam Bobby Fish, Kyle O'Reilly e mais tarde Roderick Strong. Cole foi o segundo lutador a se tornar o Campeão da Tríplice Coroa do NXT, tendo sido o primeiro Campeão Norte Americano do NXT, uma vez Campeão de Duplas do NXT e é o Campeão do NXT com o reinado mais longo de todos os tempos.

## Início da vida
Austin Jenkins nasceu em 5 de julho de 1989, em Lancaster, Pensilvânia. Ele tem um irmão mais novo. Seus pais se separaram quando ele tinha 10 anos. Jenkins teve aulas de karatê quando criança.

## Carreira na luta livre profissional

### Combat Zone Wrestling (2008–2013)
Jenkins foi treinado na Combat Zone Wrestling (CZW) Wrestling Academy por DJ Hyde e Jon Dahmer. Ele se tornou um aluno oficial da Academia em 14 de novembro de 2007, enquanto ainda estava no último ano do ensino médio. Ele fez sua estreia no CZW no No Pun Intended como Adam Cole em 21 de junho de 2008, quando se juntou ao The Reason em uma derrota para o GNC (Joe Gacy e Alex Colon). Sua próxima aparição foi em 13 de setembro no Chri$ Ca$h Memorial Show, quando ele derrotou Tyler Veritas em uma luta showcase da CZW Wrestling Academy. Cole então começou a rivalizar com GNC, enfrentando-os em várias partidas com diferentes parceiros, o que levou GNC e EMO a derrotar Cole, L.J. Cruz e HDTV em uma luta six-man tag team em 11 de outubro. No seguinte show chamado Night of Infamy 7: Greed, GNC derrotou Cole e HDTV em uma luta regular de duplas. Cole ganhou sua primeira vitória sobre GNC no Cage of Death 10: Ultraviolent Anniversary em 13 de dezembro, quando ele, Veritas e Cruz derrotaram GNC e EMO em uma luta de duplas de seis homens.
Em 2009, Cole se uniu regularmente a Tyler Veritas e eles venceram uma luta de duplas, superando as equipes de The S.A.T., L.J. Cruz e Izzy Kensington, 2.0, All Money Is Legal e GNC no X: Decade of Destruction – 10th Anniversary em fevereiro. No show seguinte em março, eles venceram uma luta four-way contra a equipe de Jagged e Cole Calloway, GNC e Team AndDrew (Andy Sumner e Drew Gulak). Depois que Cole fez um hiato da CZW, ele retornou no A Tangled Web 2 em 8 de agosto, onde ele e Veritas venceram outra partida de quatro vias contra BLKOUT, Team Macktion (TJ Mack e Kirby Mack) e The Spanish Armada (Alex Colon e L.J. Cruz). No Down With the Sickness Forever em 13 de setembro, Cole e Veritas desafiaram o The Best Around (Bruce Maxwell e TJ Cannon) pelo Campeonato Mundial de Duplas da CZW, mas não tiveram sucesso. No restante de 2009, Cole e Veritas começaram a se concentrar na competição individual, já que ambos entraram no torneio para determinar o inaugural Campeão Wired TV da CZW, com Cole derrotando Alex Colon e Rich Swann a caminho da final no Cage of Death 11, onde ele perdeu para o Veritas.
No Walking on Pins and Needles em março de 2010, Cole lutou com Sabian para um empate no limite de tempo de 15 minutos. Mais tarde, em 2010, Cole começou a disputar o Campeonato Mundial Júnior dos Pesos Pesados da CZW e em 10 de abril no Swinging for the Fences, Cole enfrentou o atual campeão Sabian em uma luta que terminou em um empate no limite de tempo de 20 minutos. Em 8 de maio de 2010, Cole ganhou o Campeonato Mundial Júnior dos Pesos Pesados da CZW ao derrotar o atual campeão Sabian e Ruckus em uma luta three-way no Fist Fight. Cole passou a defender com sucesso o campeonato contra Ryan Slater em junho e agosto e Blk Jeez em setembro. No It's Always Bloody, na Filadélfia, em 9 de outubro, Cole se transformou em um heel atacando Veritas, parceira de longa data, e defendeu com sucesso o Campeonato Mundial Júnior dos Pesos Pesados da CZW contra AR Fox mais tarde naquela noite. Em novembro, Cole excursionou pela Alemanha com a CZW e manteve o campeonato contra Zack Sabre Jr. no Live in Germany em Oberhausen. Em dezembro, Cole ganhou Mia Yim como gerente e ela o ajudou a manter o Campeonato Mundial Júnior dos Pesos Pesados em duas lutas separadas no Cage of Death XII.
No Twelve: Anniversary em fevereiro de 2011, Cole se classificou para o torneio Best of the Best X ao derrotar Pinkie Sanchez. Em 9 de abril no Best of the Best X, Cole se classificou para a final do torneio ao derrotar Johnny Gargano e Kyle O'Reilly em uma luta three-way na primeira rodada e Saber na semifinal, depois derrotando Sami Callihan em a final, ganhando assim o torneio Best of the Best X. Cole então desenvolveu uma aliança com seu treinador DJ Hyde, com Hyde ajudando Cole a manter o campeonato contra Fox em maio. Outras defesas de título contra Jonatham Gresham, Chuck Taylor e AJ Curcio se seguiram ao longo do ano. Em 12 de novembro, Cole perdeu o Campeonato Mundial Júnior dos Pesos Pesados da CZW para Callihan apesar de Hyde e Yim interferirem em seu nome, terminando seu reinado em 553 dias, o reinado mais longo da história do campeonato.
No An Excellent Adventure em janeiro de 2012, Cole desafiou sem sucesso Devon Moore pelo Campeonato Mundial dos Pesos Pesados da CZW. A aliança de Cole com Hyde terminou no Best of the Best 11 pay-per-view da internet, quando Hyde ganhou um novo protegido em Tony Nese que Cole acabou derrotando em uma luta. Cole e Hyde começaram a rivalizar brevemente, com Hyde atacando Cole em maio e Cole atacando Hyde no mês seguinte. Em novembro de 2012, Cole passou a rivalizar com Sami Callihan, alegando que ele sempre seria considerado um lutador melhor do que Callihan. No Cage of Death 14: Shattered Dreams em 8 de dezembro, Cole derrotou Callihan em uma luta No Hold Barred. Em 13 de abril de 2013, Cole derrotou Callihan no que foi anunciado como o "encontro final" entre os rivais de longa data.

### Circuito independente (2009–2017)
Em 7 de agosto de 2009, Carelle derrotou Qenann Creed para ganhar o Campeonato Fúria de Televisão da MCW. Ele manteve o campeonato por mais de quatro meses, antes de perdê-lo para Ryan McBride em 26 de dezembro. Depois de mudar seu nome de ringue para Adam Cole, ele recuperou o campeonato de McBride dois meses depois, em 27 de fevereiro de 2010. Cole o manteve até 31 de julho, quando ele e Tyler Hilton foram derrotados por Cobian e Tommy Dreamer, o que significou que Cobian ganhou o campeonato.
Em 7 de novembro de 2009, Cole derrotou VSK para ganhar o Campeonato Híbrido do WXW C4 em Allentown, Pensilvânia. Ele perdeu o campeonato para Dave Rose em 6 de março de 2010, após um reinado de cinco meses.
Em 20 e 21 de novembro de 2009, Cole derrotou quatro oponentes (DJ Hyde, Ryan McBride, "Mighty" Quinn Nash e Eric Enders) para ganhar o primeiro torneio anual 16-man Battle of Gettysburg da Ground Breaking Wrestling. Com sua vitória, Cole ganhou uma chance pelo título contra o campeão Greg Excellent em abril de 2010, mas perdeu.
Cole começou a competir pela promoção Evolve em 2010, fazendo sua estreia pela promoção em 1º de maio no Evolve 3: Rise Or Fall, ele perdeu para Sami Callihan. No Evolve 4, Cole derrotou Johnny Gargano para melhorar seu recorde de uma vitória e uma derrota. Após sua vitória, ele desafiou Jimmy Jacobs para uma luta no show seguinte. No Evolve 5: Danielson vs. Sawa, Cole perdeu para Jacobs.
Cole apareceu na gravação pay-per-view do Dragon Gate USA (DGUSA) Open the Freedom Gate em 28 de novembro de 2009, no pré-show, onde ele lutou contra Kyle O'Reilly em um combate perdido. Em 24 de julho de 2010, Cole apareceu na gravação do pay-per-view Enter the Dragon 2010 da DGUSA em uma luta four-way contra Chuck Taylor, Arik Cannon e Ricochet, que foi vencida por Taylor.
Em 28 de agosto de 2010, Cole apareceu no torneio Young Lions Cup de Chikara. Ele derrotou Kyle O'Reilly nas quartas de final, mas foi eliminado da semifinal de seis homens por Obariyon.
Em 30 de abril de 2011, Cole participou do Torneio Super 8 da East Coast Wrestling Association de 2011. Ele derrotou Sami Callihan e Austin Aries a caminho da final, onde perdeu para Tommaso Ciampa. Em 30 de novembro de 2012, ele ganhou o Campeonato dos Pesos Pesados da Premiere Wrestling Xperience. Cole perdeu o título em fevereiro de 2013.

### Ring of Honor (2009–2017)

#### Future Shock (2009–2012)
Cole fez sua estreia na Ring of Honor (ROH) em 28 de fevereiro de 2009, quando perdeu para John Kerman em uma luta sombria nas gravações da Ring of Honor Wrestling.[3] Nas gravações da Ring of Honor Wrestling na noite seguinte, Cole apareceu em uma dark match novamente, em parceria com Ninja Brown contra John Kerman e Corey Abbott. A luta terminou em no contest quando o Dark City Fight Club (Kory Chavis e Jon Davis) atacou os participantes da luta.[62] Ele apareceu novamente em 26 de julho de 2010, episódio da Ring of Honor Wrestling, em parceria com Nick Westgate em uma derrota para The Kings of Wrestling (Chris Hero e Claudio Castagnoli).[63]

## Outras mídias
Jenkins fez sua estreia no videogame como um personagem jogável em WWE 2K19, e apareceu em sua sequência WWE 2K20.
Ele também transmite no Twitch como "TheCHUGS".
Ele também faz aparições no canal da AEW Games no YouTube.

## Vida Pessoal
Jenkins esteve em um relacionamento com a lutadora profissional e dentista da AEW Britt Baker. Os dois começaram a namorar em 2017 enquanto moravam na Pensilvânia, tendo se conhecido anteriormente usando o aplicativo Bumble. Em outubro de 2024, Jenkins confirmou em uma entrevista à Sports Illustrated que ele e Baker não estavam mais juntos, mas continuavam sendo amigos.
Jenkins cita Shawn Michaels como sua inspiração e "Stone Cold" Steve Austin como o lutador que o colocou no wrestling profissional. Ele gosta de mergulhar.

## Títulos e prêmios
- All Elite Wrestling
  - AEW TNT Championship (1 vez)

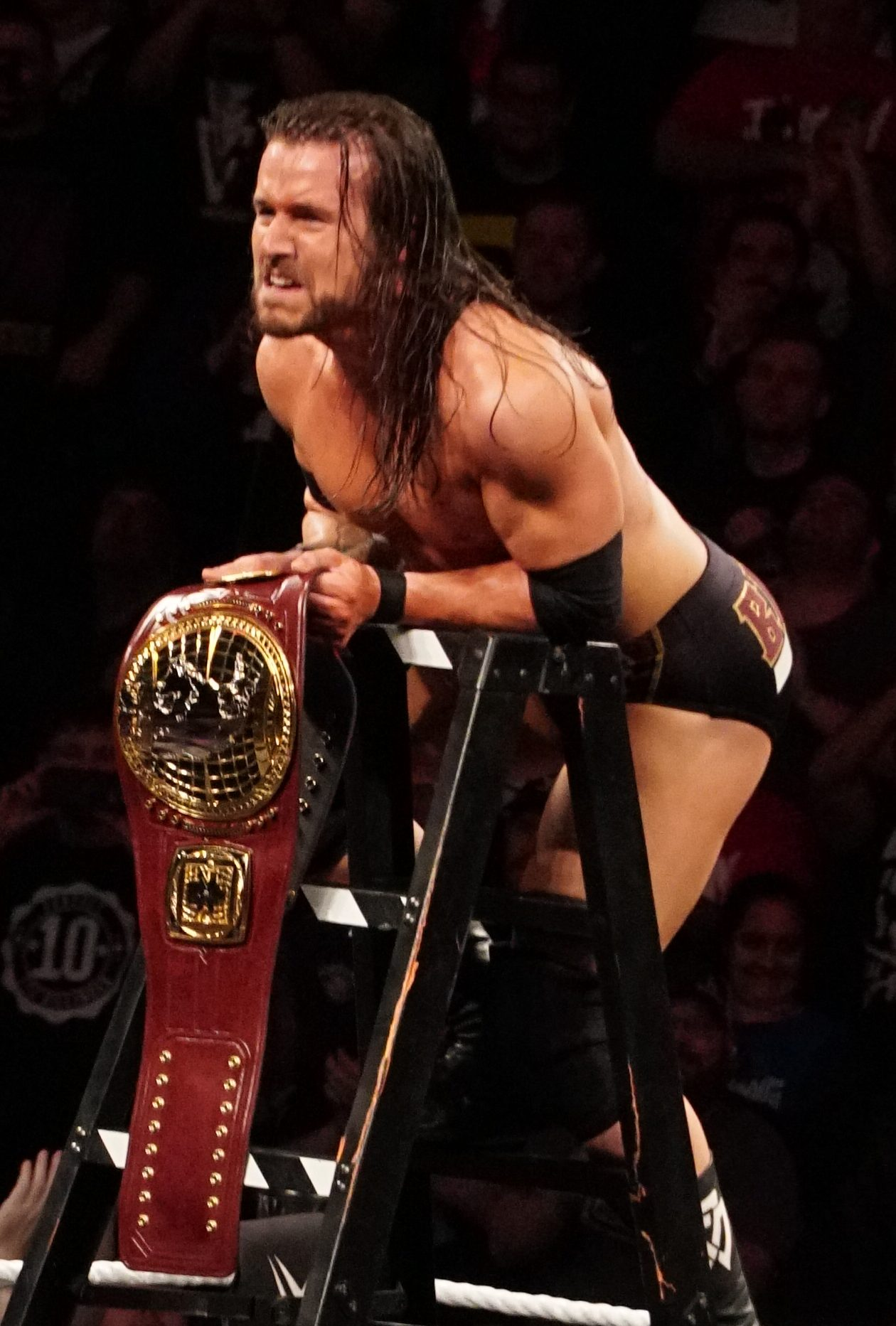
Cole como campeão norte-americano do NXT.

  - Blind Eliminator Tag Team Tournament (2023) – com MJF
  - Owen Hart Cup Masculino (2022)[69]
  - Dynamite Award (1 vez)
    - Maior Surpresa (2022) – Adam Cole e Bryan Danielson fazendo suas estreias
- CBS Sports
  - Rivalidade do Ano (2019) vs. Johnny Gargano[70]
  - Luta do Ano (2019) vs. Johnny Gargano no NXT TakeOver: New York[70]
  - Lutador do Ano (2019)[70]
- Combat Zone Wrestling
  - CZW World Junior Heavyweight Championship (1 vez)[3][71]
  - Best of the Best X (2011)[72]
- Dreams Fighting Entertainment/World Wrestling League
  - DFE Openweight Championship/WWL Heavyweight Championship (1 vez)[73]
- Eastern Wrestling Alliance
  - EWA Cruiserweight Championship (1 vez)[74]
- Ground Breaking Wrestling
  - GWB Battle of Gettysburg Tournament (2009)[75]
- Maryland Championship Wrestling
  - MCW Rage Television Championship (2 vezes)[76]
  - MCW Shane Shamrock Memorial Cup (2012)[77]
- Premier Wrestling Xperience
  - PWX Heavyweight Championship (1 vez)[78]
- Pro Wrestling Guerrilla
  - PWG World Championship (1 vez)[79]
  - Battle of Los Angeles (2012)[80]
- Pro Wrestling Illustrated
  - PWI o colocou na 72ª posição dos 500 melhores lutadores de 2012[81]
- Pro Wrestling World–1
  - World-1 North American Championship (1 vez)[82]
  - Shinya Hashimoto Memorial Cup (2010)[83]
- Real Championship Wrestling
  - RCW Cruiserweight Championship (1 vez)[74]
  - RCW Tag Team Championship (1 vez) – com Devon Moore[74]
- Ring of Honor
  - ROH World Television Championship (1 vez)[84]
  - ROH World Tag Team Championship (1 vez) – com MJF
  - ROH World Championship (3 vezes)[85]
- Wrestling Observer Newsletter
  - Revelação do Ano (2010)[86]
- WXW C4
  - WXW C4 Hybrid Championship (1 vez)[87]
- WWE NXT
  - NXT North American Championship (1 vez; Inaugural)
  - NXT Tag Team Championship (1 vez) com Bobby Fish, Kyle O'Reilly e Roderick Strong1[88]
  - Dusty Rhodes Tag Team Classic (2018) - com Kyle O'Reilly
  - NXT Championship (1 vez)

1 ↑  Fish e O'Reilly originalmente conquistaram o título como dupla, mas Cole também foi reconhecido como campeão sob a regra Freebird depois de Fish se lesionar.